# Davignac
Davignac – miejscowość i gmina we Francji, w regionie Nowa Akwitania, w departamencie Corrèze.
Według danych na rok 1990 gminę zamieszkiwało 289 osób, a gęstość zaludnienia wynosiła 10 osób/km² (wśród 747 gmin Limousin Davignac plasuje się na 362. miejscu pod względem liczby ludności, natomiast pod względem powierzchni na miejscu 185.).

## Populacja

Populacja Davignac w latach 1962–2008